# أوتو فرويتزيم
أوتو فرويتزيم (بالألمانية: Otto Froitzheim) مواليد 24 أبريل 1884 في ستراسبورغ، الإمبراطورية الألمانية، كان لاعب كرة مضرب ألماني وكان يلعب باليد اليمنى. أعلى تصنيف له في الفردي كان المركز الـ 4 في سنة 1914. سبق أن شارك في دورة الألعاب الأولمبية الصيفية وفاز بميدالية أولمبية فضية.

## الميداليات
| الميدالية | المسابقة                       |
| --------- | ------------------------------ |
| فضية      | الألعاب الأولمبية الصيفية 1908 |

## روابط خارجية
- أوتو فرويتزيم على موقع مونزينجر (الألمانية)
- أوتو فرويتزيم على موقع رابطة محترفي التنس (الإنجليزية)
- أوتو فرويتزيم على موقع الاتحاد الدولي لكرة المضرب (الإنجليزية)
- أوتو فرويتزيم على موقع كأس ديفيز (الإنجليزية)
- أوتو فرويتزيم على موقع خلاصة التنس.كوم (الإنجليزية)
- أوتو فرويتزيم على موقع اللجنة الأولمبية الدولية (الإنجليزية)
- أوتو فرويتزيم على موقع أوليمبيديا (الإنجليزية)